# سیارک ۸۸۴۷
سیارک ۸۸۴۷ (به انگلیسی: 8847 Huch، نامگذاری:1990TO3) هشت هزار و هشتصد و چهل و هفتمین سیارک کشف شده‌است که در ۱۲ اکتبر ۱۹۹۰ کشف شد.
قدر مطلق سیارک برابر ۱۳٫۶۰ است.